# Fliegerstaffel 20

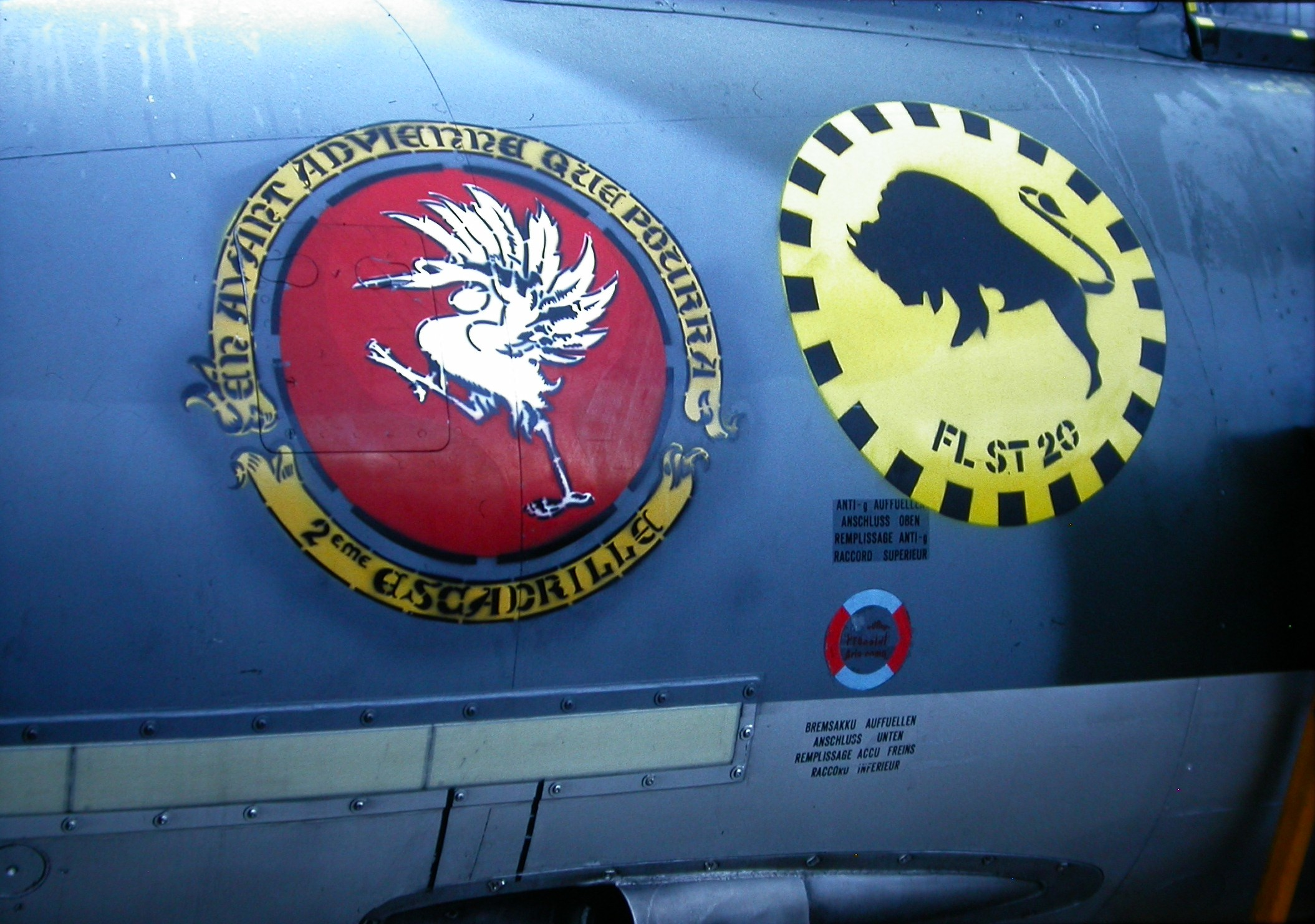
Abzeichen der Fliegerstaffel 2 (links) und der Fliegerstaffel 20

Die Fliegerstaffel 20 war eine zuletzt mit Hawker Hunter Kampfflugzeugen ausgerüstete Fliegerstaffel der Schweizer Luftwaffe. Ihre Heimatbasis bei der Auflösung war der Flugplatz Mollis. Die Fliegerstaffel 20 trug als Wappen die Seitenansicht eines schwarzen Bisons auf einem gelben, runden Hintergrund. Das Abzeichen hatte am äusseren Rand schwarze Quadrate. Unter dem Bison war in späteren Versionen in schwarzer Schrift Fl St 20 geschrieben; das ursprüngliche Abzeichen verzichtete auf die Schrift.

## Geschichte

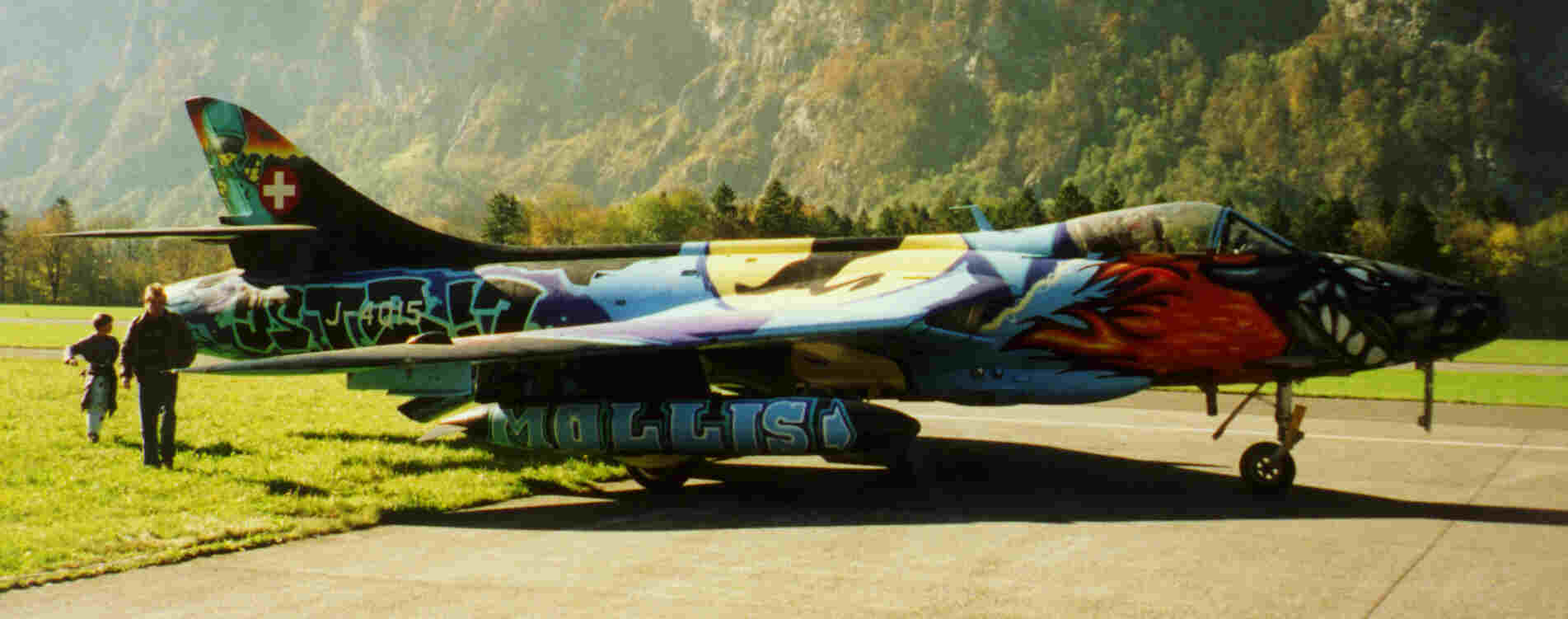
Hawker Hunter der Fliegerstaffel 20

Die Gründung erfolgte 1938 unter der Bezeichnung Fliegerkompanie 20, am 2. September 1939 wurde der Flugplatz Mollis die Heimatbasis der Einheit. Sie verfügte über neun Beobachterflugzeuge des Typs C-35. Im Jahr 1940 erfolgte die Umschulung der Fl Kp 20 auf die D-3800 Morane. Die Fliegerkompanien wurden 1946 in Piloten und Bodentruppen aufgeteilt, womit die Fliegerstaffel 20 entstand. Im Jahr 1948 erfolgte die Umschulung der Fliegerstaffel 20 auf die P-51 Mustang, 1956 auf die Jetkampfflugzeug DH.100 Vampire. Nur ein Jahr später, 1957, erfolgte die Umschulung der Fliegerstaffel 20 auf die DH.112 Venom. Der Flugbetrieb erfolgte auf dem Flugplatz Mollis erfolgte in der Regel aus den Unterständen.
Der erste WK auf Hawker Hunter fand Ende September 1979 statt, der letzte WK der Staffel in Mollis wurde 1993 durchgeführt, ein Jahr vor der Auflösung der Staffel 1994. Die Staffel-Maschine mit der Registrierung J-4015 wurde im September 94 von Graffiti-Künstlern gestaltet und wurde 1996 dem zum Erhalt des Flugzeuges gegründeten Hunterverein Mollis übergeben.
Am 27. August 1962 widerfuhr der Fliegerstaffel 20 ein schweres Unglück: Drei DH.112 Venom der Fliegerstaffel 20 kollidierten in den Wolken gleichzeitig mit dem Gelände auf der Höhe des Furka, an der Süd- und Nordkrete des Blauberges, als sie im Rahmen von Manövern des Gebirgsarmeekorps 3 ins Oberwallis einfliegen wollten.

## Flugzeuge

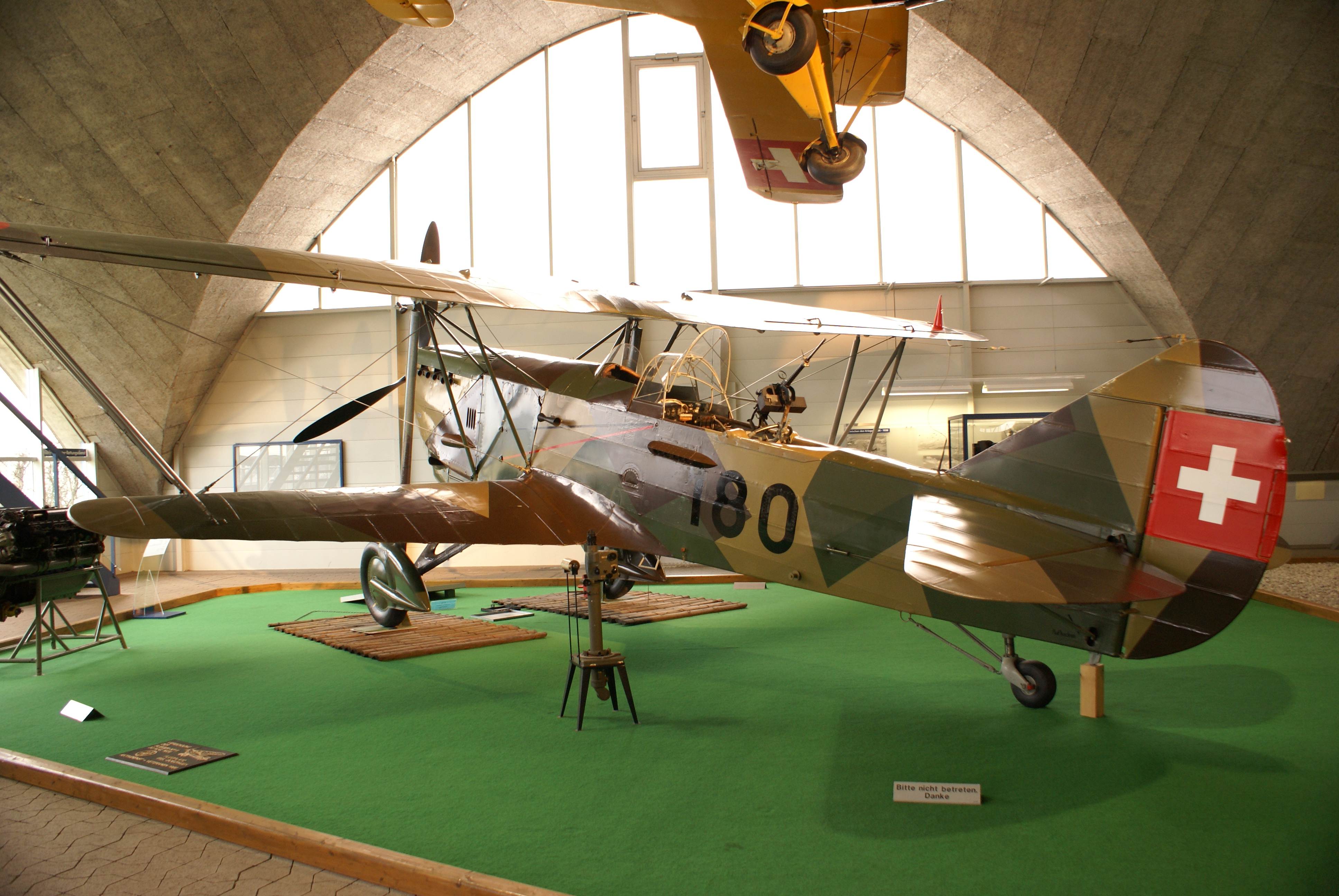
K+W C-35
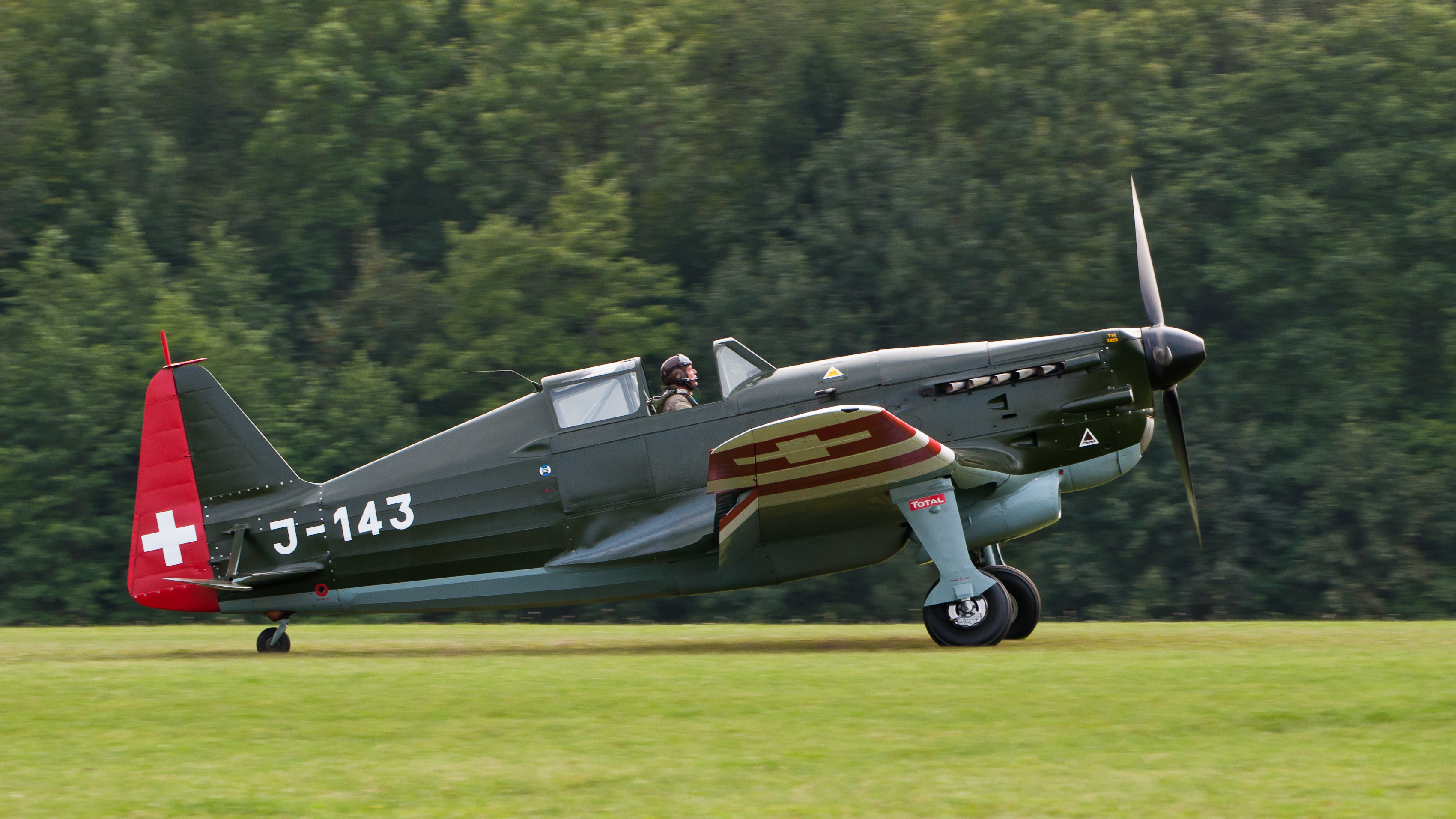
Morane D-3801
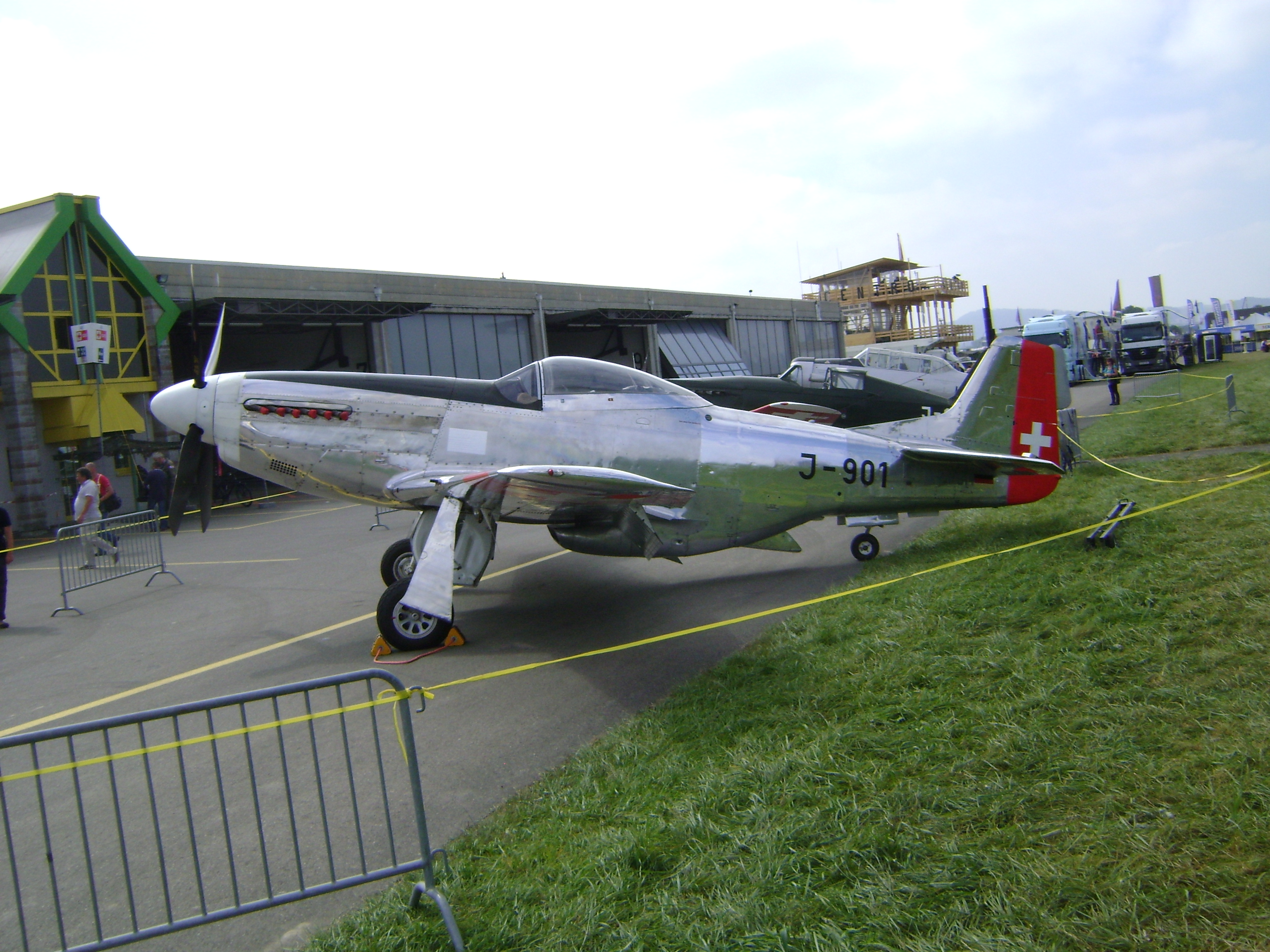
P-51 Mustang
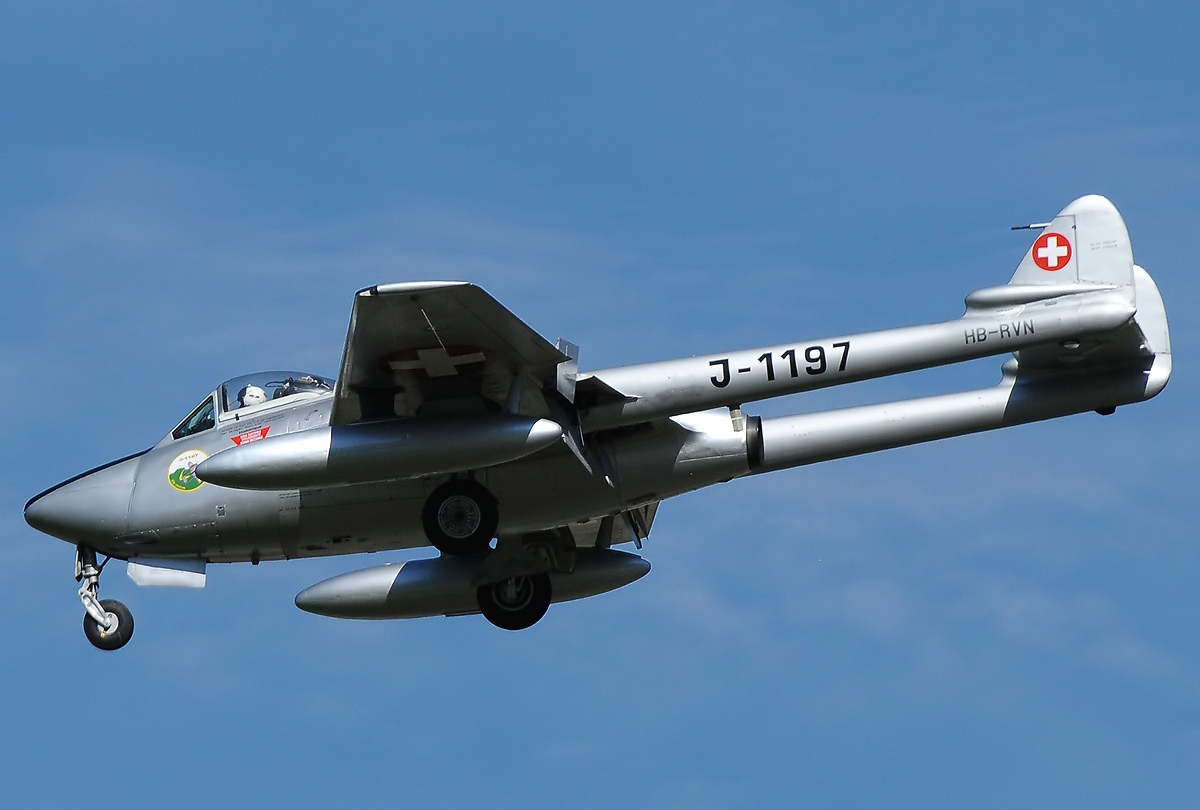
de Havilland DH.100 Vampire
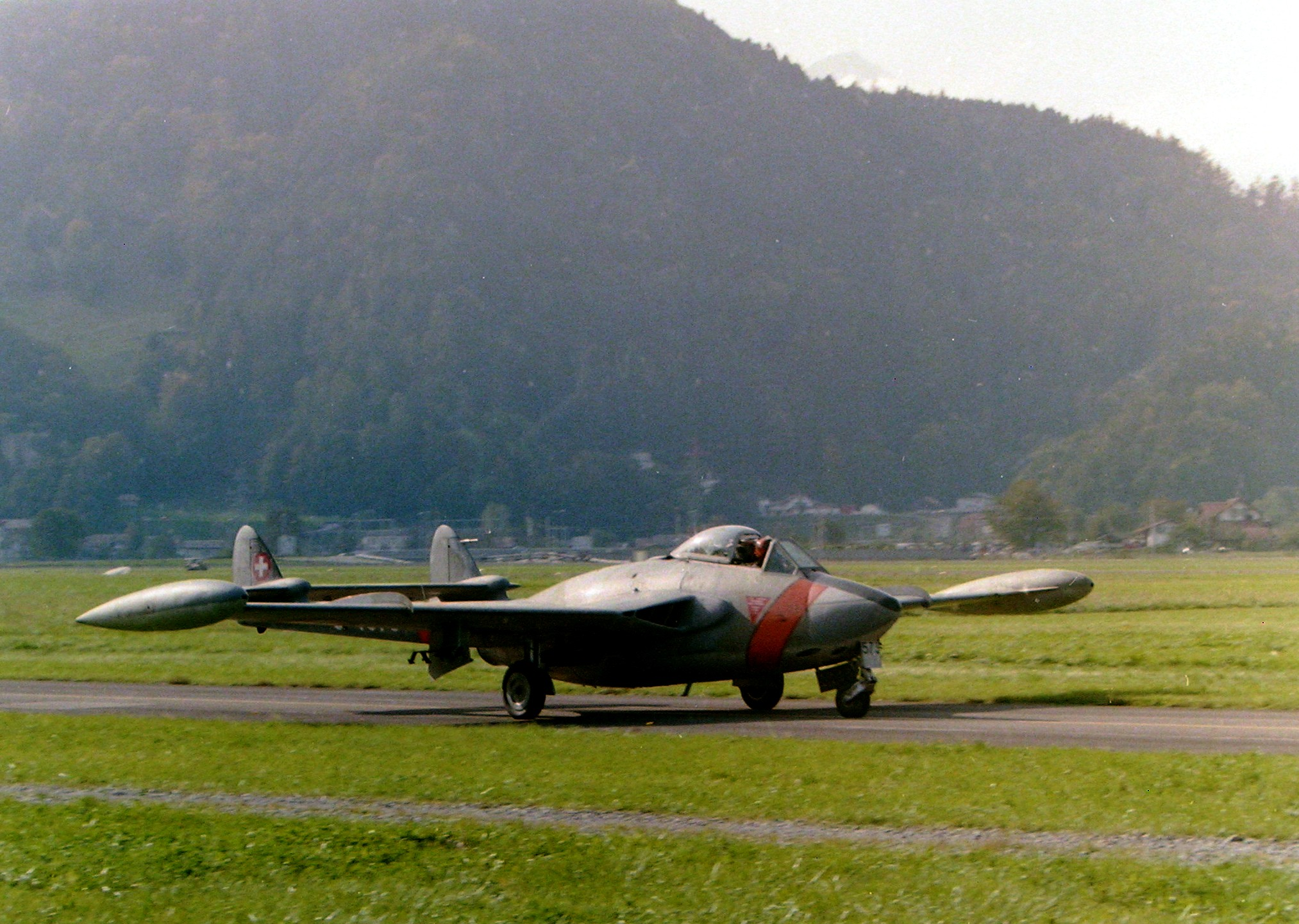
de Havilland DH.112 Venom
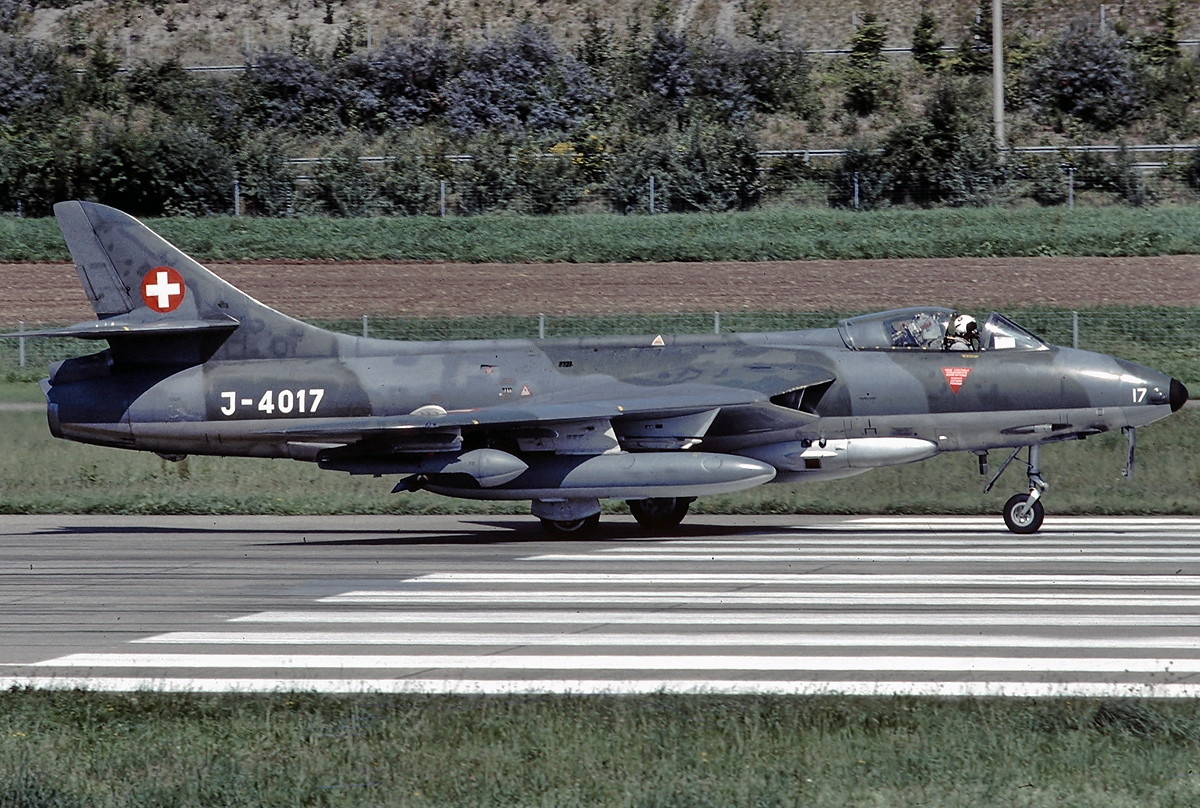
Hawker Hunter

## Belege
- Hermann Keist FlSt20
- Christophe Donnet: Hunter fascination. Schück, Adliswil 1995, ISBN 3-9520906-0-3